# Січень 2000
Січень 2000 — перший місяць 2000 року, що розпочався у суботу 1 січня та закінчився в понеділок 31 січня.

## Події
1 січня
- У всьому світі відбуваються фестивалі з нагоди нового тисячоліття[en].
- Серйозних проблеми Y2K щодо обробки комп'ютерами 2000 року не виникли, експерти здивовані плавним переходом після широко поширених побоювань.
- МКЧХ: президентом стає Якоб Келленбергер[en] зі Швейцарії, замінивши на посаді Корнеліо Соммаруґа.
- Білорусь: деномінація білоруського рубля в 1000 раз.
- Сполучене Королівство: набуває чинності чинності, за яким вага всіх насипних продуктів у продажу позначається в метричній системі[en], а не в традиційних для країни унціях і фунтах.
- Швеція: набуває чинності закон щодо відокремлення церкви від держави; після 473 років церква Швеції перестає бути державною.

14 січня
- Футбольний чоловічий клуб «Коринтіанс» з Бразилії став першим переможцем Клубного чемпіонату світу.

22 січня
- Інцидент 2000 Players Association[ko]: активні гравці Ліги KBO створили Корейську професійну асоціацію бейсбольних гравців з метою захисту своїх прав та інтересів, що спричинило суперечки з Корейською бейсбольною організацією (KBO).